# Лудвиг Еберхард фон Хоенлое-Валденбург-Пфеделбах
Лудвиг Еберхард фон Хоенлое-Валденбург-Пфеделбах (на немски: Ludwig Eberhard vn Hohenlohe-Waldenburg-Pfedelbach; * 19 януари 1590 във Валденбург; † 3 ноември 1650 в Пфеделбах) е граф на Хоенлое-Валденбург-Пфеделбах и Глайхен.
Той е най-възрастният син на граф Георг Фридрих I фон Хоенлое-Валденбург (1562 – 1600) и съпругата му Доротея Ройс-Плауен (1570 – 1631), дъщеря на Хайнрих XVI Ройс-Гера граф на Плауен (1530 – 1572) и Доротея фон Золмс-Лаубах (1547 – 1595). 
През 1615 г. „Хоенлое-Валденбург“ се разделя на „Хоенлое-Валденбург“ и „Хоенлое-Пфеделбах“.
Брат е на Филип Хайнрих фон Хоенлое-Валденбург (1591 – 1644) и на Георг Фридрих II фон Хоенлое-Шилингсфюрст (1595 – 1635).
Лудвиг Еберхард умира на 3 ноември 1650 г. в Пфеделбах на 60 години.

## Фамилия
Лудвиг Еберхард се жени на 28 октомври 1610 г. във Валденбург за Доротея фон Ербах (* 13 юли 1593; † 8 октомври 1643), дъщеря на граф Георг III фон Ербах и Мария фон Барби. Те имат децата:
- Доротея Мария (1618 – 1695), омъжена на 9 декември 1638 г. за Лудвиг Казимир Шенк фон Лимпург-Зонтхайм (1611 – 1645)
- Георг Ернст (1619 – 1620)
- София Юлиана (1620 – 1682), омъжена на 20 ноември 1636 г. за граф Волфганг Георг фон Кастел-Ремлинген (1610 – 1668)
- Фридрих Крафт, граф на Хоенлое-Валденбург-Пфеделбах (1623 – 1681), женен на 18 май 1657 г. за принцеса Флориана Ернеста фон Вюртемберг (1623 – 1672)
- Агата Ернестина (1625 – 1646)
- Пракседис (1627 – 1663), омъжена на 20 май 1648 г. за граф Георг Фридрих фон Золмс-Зоненвалде-Поух-Рьоделхайм (1626 – 1688)
- Елизабет (1629 – 1655)
- Хискиас (1631 – 1685), граф на Хоенлое-Валденбург-Пфеделбах, женен на 27 май 1666 г. за Доротея Елизабет фон Хоенлое-Валденбург (1650 – 1711)